# رابرت کلر
رابرت کلر (انگلیسی: Robert Clare؛ زادهٔ ۲۸ فوریهٔ ۱۹۸۳) بازیکن فوتبال اهل بریتانیا است.
از باشگاه‌هایی که در آن بازی کرده‌است می‌توان به باشگاه فوتبال استوک‌پورت کانتی و باشگاه فوتبال بلکپول اشاره کرد.